# Gevechtsveldbewakingsradar Rasura

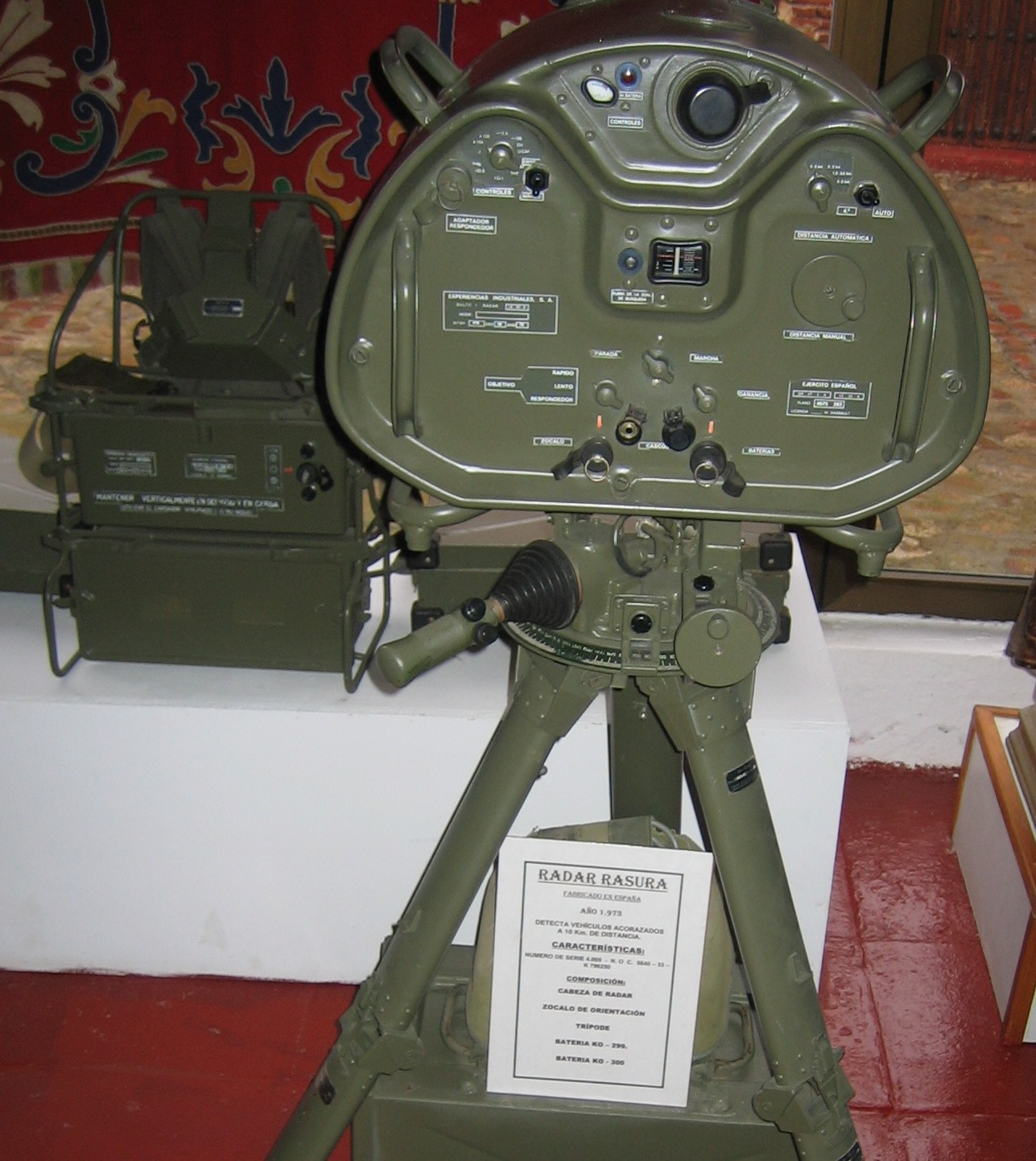
Achterzijde van de RASURA met het bedieningspaneel

De RASURA DR-PT-2A (3A) (radar de surveillance rapproché) is een tactische gevechtsveldbewakingsradar voor korte afstand van de Franse firma Électronique Marcel Dassault (E.M.D.).

## Beschrijving
De RASURA was een Doppler-radar systeem met auditief “display"; dat wil zeggen, de bedienaar moest uit het geruis, gefluit en geratel in een hoofdtelefoon opmaken of er personen of voertuigen aanwezíg waren in de door zijn apparaat bestreken terreinsector en zo ja, hoeveel en van welke aard.

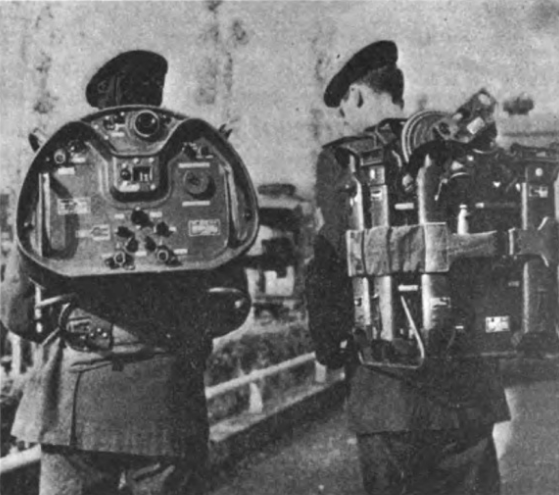
Twee van de drie draagdelen van de RASURA

Het systeem was draagbaar maar zwaar (60 kg) en kon in 3 pakketten van 20 kg door drie mensen worden gedragen. Bij gebruik werd de antenne gemonteerd op een statief. Het systeem kon ook op een voertuig worden gebouwd.
Met de RASURA konden voertuigen gedetecteerd worden tot 5 km, groepen personeel tot 2 km en enkele personen tot 1200m. De nauwkeurigheid op 5 km was ongeveer 25m (afstand) of 17 duizenden (hoek).
Doelen met een snelheden tussen 3,5km/u en 60km/u konden worden gedetecteerd.
De RASURA (model 2A) kon 8 uur functioneren op een herlaadbare nikkel-cadmium-accu. Model 3A was voorzien van een omvormer voor gebruik op voertuigen met een 24V stroomvoorziening.

## Gebruik bij de Nederlandse krijgsmacht
De Koninklijke Landmacht kocht de RASURA in 1968 en deelde de systemen in bij de verkenningsbataljons (2 systemen per eskadron).
In Nederland was de officiële benaming Radarinstallatie KL/TPS-3130.

### Vervanging
In 1981 werd de RASURA van de verkenningsbataljons vervangen door de ZB-298.

## Gebruikers
- Duitsland, bij Panzeraufklärungsbataillonen (Verkenningsbataljons) van de Bundeswehr, gemonteerd op DKW Munga[8] en later op VW Iltis[4]
- Frankrijk, onder andere gemonteerd op de Hotchkiss Jeep[3] en op lichte vrachtwagens zoals de 1 tons Renault R2087 4x4[9] en de 1,5 tons Simca Marmon MH600BS[10]
- Nederland, bij de verkenningsbataljons
- Spanje, onder licentie gebouwd door de Spaanse firma EISA (Experiencias Industriales, S.A., een van de voorgangers van Indra Sistemas, S.A.). In Spanje werd de RASURA vervangen door de Indra Arine.